# Olga Sljusareva
Olga Anatoljevna Sljusareva (ryska: Ольга Анатольевна Слюсарева), född den 28 april 1969 i Ukrainska SSR i Sovjetunionen, är en rysk tävlingscyklist som tog OS-brons i damernas poänglopp i bancykling vid OS 2000 i Sydney, guld i poängloppet och brons i linjeloppet vid olympiska sommarspelen 2004 i Aten. 